# L'última nit
L'última nit  (títol original: Last Night), és una pel·lícula canadenca escrita i dirigida l'any 1998 per Don McKellar. Ha estat doblada al català.
Forma part de la col·lecció 2000 vist per... difosa a Arte amb el títol L'Última Nit.

## Argument
El fi del món està prevista fa mesos. L'últim dia a Toronto, una sèrie de persones es prepara: Patrick Wheeler que dina en família, a continuació torna a casa seva per viure sol l'última tarda. Entre d'altres, Sandra, que ha comprat dues pistoles, i desitja suïcidar-se amb el seu marit just abans del final. Craig, que des de fa dos mesos ha muntat el projecte de realitzar un gran nombre d'experiments sexuals, amb diferents tipus de dones, a diferents llocs… Menzies que dona el seu primer recital de piano en una sala prestigiosa.

## Repartiment
- Don McKellar: Patrick Wheeler
- Sandra Oh: Sandra
- Roberta Maxwell: Sra. Wheeler
- Robin Gammell: Sr. Wheeler
- Sarah Polley: Jennifer « Jenny » Wheeler
- Trent McMullen: Alex
- Charmion King: Àvia
- Jessica Booker: Rosa
- David Cronenberg: Duncan
- Tracy Wright: Donna
- Callum Keith Rennie: Craig Zwiller
- Karen Glave: Lily
- Geneviève Bujold: Sra. Carlton
- Bob Martin: presentador de notícies

## Premis i nominacions
- 20 nominacions, 12 recompenses
- Premi de la joventut al Festival Internacional de Cinema de Canes
- Millor primer film canadenc al Festival de Toronto
- Millor director als Canadian Comedy Awards

## Peces musicals
- (Last Night) I Didn't Get to Sleep at All, de Tony Macaulay
- Silent Night, de Rita MacNeil
- First Noel, de K. Papworth
- We Wish You a Merry Christmas, de P. Lewis
- I've Been Watching You (Move Your Sexy Body), de Garry Shider, Glenn Goins i George Clinton Jr.
- Last Song, de Edward Bear
- Takin' Care of Business, de Randy Bachman
- Guantanamera, de José Fernandez Diaz, Julian Orbon, Pete Seeger i José Marti